# Aşağıdere (Cizre)
Aşağıdere is een dorp in het district Bartın, Bartın Provincie, Turkije. In 2010, had het dorp 271 inwoners.